# Kreuzberg (Gemeinde Gurk)
Kreuzberg ist eine Ortschaft in der Gemeinde Gurk im Bezirk Sankt Veit an der Glan in Kärnten. Die Ortschaft hat 5 Einwohner (Stand 1. Jänner 2024).

## Lage
Die Ortschaft liegt auf dem Gebiet der Katastralgemeinde Gurk, etwa einen 1 Kilometer westlich außerhalb des Gemeindehauptorts Gurk, in Hanglage linksseitig im Gurktal und linksseitig oberhalb des Gurkzubringers Draschelbach.
Zur Ortschaft gehören die direkt vom Gemeindehauptort erreichbare Obere Preiternigg-Hube (Nr. 2), die vom Ausgang des Draschelbachs aus erreichbare Kreuzbergerhube (Nr. 3 und Nr. 8), die vom Draschelbach aus erreichbare Ragossnighube (Nr. 5) und die Binderhube (Nr. 6, ehemals Grübelnigg), zu der von weit hinten im Draschelbachtal aus ein Zubringer führt.

## Geschichte
Damals auf dem Gebiet der Steuergemeinde Straßburg Land gelegen, kam Kreuzberg bei Gründung der Ortsgemeinden Mitte des 19. Jahrhunderts an die Stadtgemeinde Straßburg. 1925 wurde der Ort an die Gemeinde Gurk abgetreten; gleichzeitig wurden die Katastralgemeindegrenzen geändert, wodurch der Ort seither in der Katastralgemeinde Gurk liegt.

## Bevölkerungsentwicklung
Für die Ortschaft ermittelte man folgende Einwohnerzahlen:
- 1869: 6 Häuser, 48 Einwohner[2]
- 1880: 6 Häuser, 35 Einwohner[3]
- 1890: 6 Häuser, 31 Einwohner[4]
- 1900: 5 Häuser, 47 Einwohner[5]
- 1910: 6 Häuser, 50 Einwohner[6]
- 1923: 6 Häuser, 41 Einwohner[7]
- 1961: 6 Häuser, 40 Einwohner[8]
- 2001: 5 Gebäude (davon 5 mit Hauptwohnsitz) mit 4 Wohnungen; 15 Einwohner und 0 Nebenwohnsitzfälle; 3 Haushalte; 0 Arbeitsstätten, 3 land- und forstwirtschaftliche Betriebe[9]
- 2011: 4 Gebäude, 9 Einwohner, 3 Haushalte, 0 Arbeitsstätten[10]
- 2021: 3 Gebäude, 6 Einwohner, 2 Haushalte, 1 Arbeitsstätte[11]

## Persönlichkeiten
- Balthasar Schüttelkopf, geboren am 5. Jänner 1863 in Kreuzberg. Schüttelkopf, der bis zum zehnten Lebensjahr in Kreuzberg lebte, wirkte in Klagenfurt und Wolfsberg als Schuldirektor, Volksliedsammler und Verfasser von volkskundlichen und geschichtlichen Beiträgen.